# Kincardine Castle (Auchterarder)
Kincardine Castle ist ein Herrenhaus etwa 1,5 km südwestlich von Auchterarder in der schottischen Council Area Perth and Kinross. Das Gebäude aus dem 19. Jahrhundert liegt am Ufer des Ruthven Water.
Das neugotische Haus wurde in den Jahren 1801–1803 erbaut und Historic Scotland hat es als historisches Bauwerk der Kategorie B gelistet.
Das Gebäude hat zwei Vollgeschosse und ein Kellergeschoss und besteht aus quadratisch geschnittenen Bruchsteinen. Die Eingangsfassade befindet sich auf der Nordwestseite und hat ein drei Fenster breites Mitteljoch mit angehobener Brüstung zwischen achteckigen Tourellen. Daran schließen äußere Joche mit je einem Fenster und ausgeschrägten Erkern sowie zwei Lichteinlässen darüber an. Die Seitenfassaden sind zwei Fenster breit; die Fenster haben quadratische Verdachungen. Das Mitteljoch der Gartenfassade ist ebenfalls drei Fenster breit und wird von Ecktürmen flankiert. Auch die Gartenfassade ein Fenster breite Außenjoche. Das Kellergeschoss ist auf der Gartenseite als Vollgeschoss ausgebildet.
Die Eingangshalle ist mit einem neugotischen Gesims über Bögen ausgestattet. Ansonsten ist das Innere einfach und klassisch gehalten.